# Crittendenceratops
Crittendenceratops krzyzanowskii
Genre
Espèce
Crittendenceratops (qui signifie « visage cornu de la formation de Fort Crittenden ») est un genre fossile de dinosaures cératopsidés de la sous-famille des Centrosaurinae à cornes de la formation de Fort Crittenden du Campanien tardif de l'Arizona, États-Unis. Il contient une seule espèce, Crittendenceratops krzyzanowskii, et représente la première espèce de dinosaure de la formation de Fort Crittenden à recevoir un nom scientifique officiel.

## Description

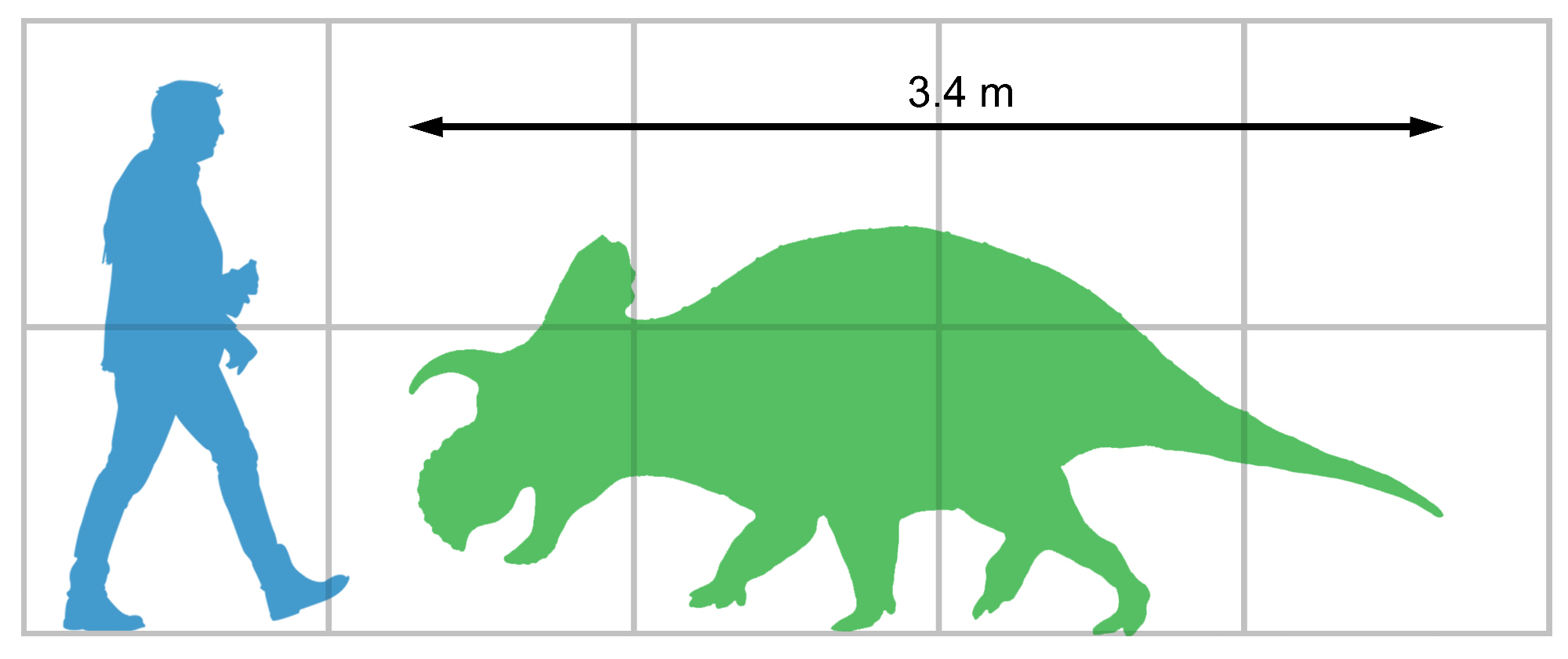
Taille de Crittendenceratops par rapport à un humain

Crittendenceratops se distingue par des cornes en forme de crochet incurvés vers l'avant situés le long de la partie centrale du haut de la collerette, des épipariétaux « étendus » situés le long des côtés de la partie pariétale de la collerette, un épaississement de la collerette dans la partie pariétale, et une crête courte et prononcée à la surface de la partie squamosale de la collerette.

## Classification
Crittendenceratops a été attribué aux Nasutoceratopsini (qui comprend également Avaceratops, Nasutoceratops et Yehuecauhceratops), une tribu de la sous-famille Centrosaurinae des cératopsidés, par Dalman et al. (2018). Le cladogramme ci-dessous suit leur analyse phylogénétique :